# 春日八郎の長崎情緒
『春日八郎の長崎情緒』（かすがはちろうのながさきじょうちょ）は、1976年にリリースされた春日八郎のアルバム。1975年の「大阪情緒」に続く「情緒」シリーズの第2弾。カバー曲を中心に12曲が収録されている。

## 収録曲

### 第1面
1. 長崎ブルース（オリジナル歌手・青江三奈）
  - 作詞:吉川静夫／作曲:渡久地政信／編曲:川上英一
2. 長崎の女
  - 作詞:たなかゆきを／作曲:林伊佐緒／編曲:高田弘
3. 思案橋ブルース（オリジナル歌手・中井昭・高橋勝のコロラティーノ）
  - 作詞・作曲:川原弘／編曲:高田弘
4. 長崎物語（オリジナル歌手・由利あけみ）
  - 作詞:梅木三郎／作曲:佐々木俊一／編曲:高田弘
5. 長崎エレジー（オリジナル歌手・ディック・ミネ）
  - 作詞:島田磬也／作曲:大久保徳二郎／編曲:高田弘
6. 長崎の夜はむらさき（オリジナル歌手・瀬川瑛子）
  - 作詞:古木花江／作曲:新井利昌／編曲:桜田誠一

### 第2面
1. 長崎のザボン売り（オリジナル歌手・小畑実）
  - 作詞:石本美由起／作曲:江口夜詩／編曲:高田弘
2. 長崎は今日も雨だった（オリジナル歌手・内山田洋とクールファイブ）
  - 作詞:永田貴子／作曲:彩木雅夫／編曲:高田弘
3. 長崎恋ものがたり
  - 作詞・作曲:遠藤実／編曲:只野通泰
4. 長崎シャンソン（オリジナル歌手・樋口静雄→若原一郎）
  - 作詞:内田つとむ／作曲:上原げんと／編曲:高田弘
5. ロザリオの島
  - 作詞:たなかゆきを／作曲・編曲:林伊佐緒
6. 精霊流し（オリジナル歌手・グレープ）
  - 作詞・作曲:さだまさし／編曲:高田弘